# مصطفی البیاز
مصطفی البیاز (انگلیسی: Mustapha El Biyaz؛ زادهٔ ۱۲ فوریهٔ ۱۹۶۰) بازیکن سابق اهل مراکش است.
وی در تیم ملی فوتبال مراکش ۸ بازی انجام داده است و عضو این تیم در جام جهانی فوتبال ۱۹۸۶ بوده است.